# Julia Medina
Julia Medina Martín, née le 27 novembre 1994 à San Fernando en Andalousie, est une chanteuse et compositrice espagnole,.

## Biographie
Sous l'influence de sa mère, professeur de musique dans une école de San Fernando, Julia Medina a commencé à collaborer avec une chorale paroissiale de sa ville natale à l'âge de 13 ans, où elle a été la voix principale à de nombreuses reprises. Plus tard, elle se produit dans des bars.
Julia Medina s'est fait connaître en 2018, avec sa participation au télé-crochet espagnol Operación Triunfo, où elle est arrivée en finale et terminé cinquième,. La compilation contenant ses reprises interprétées lors de l'émission a atteint la sixième position dans le classement hebdomadaire des albums les plus vendus en Espagne.
Après son succès dans Operación Triunfo, Julia a signé un contrat avec Universal Music España, qui lui a permis de sortir son premier album de chansons inédites, No dejo de bailar, en octobre de l'année suivante. L'album a débuté à la troisième place des classements d'albums en Espagne. No dejo de bailar a été suivi d'une tournée du même nom, qui comprenait onze concerts dans toute l'Espagne.
En 2021, elle sort son deuxième album studio, intitulé Epicentro. En 2023, elle participe à l'émission musicale Dúos increíbles.
En avril 2024, elle sort son EP Compañera de viaje. La même elle participe à la onzième édition du télé-crochet Tu cara me suena dont elle devient la troisième finaliste.

## Discographie

### Albums studio
- 2019 – No dejo de bailar
- 2021 – Epicentro[12]

### EP
- 2024 - Compañera de viaje[11]

### Compilation
- 2019 – Sus canciones

### Singles
- 2019 – Dime
- 2020 - No me despedí
- 2020 - No hablan más de ti
- 2021 - Qué será de mí
- 2023 - Cara B
- 2023 - Adiós[10]
- 2024 - Espacio

## Tournées
- 2020 - Tournée No dejo de bailar
- 2022 - Tournée Epicentro